# Your Baby Ain't Your Baby Anymore
«Your Baby Ain't Your Baby Anymore» es una canción interpretada por el cantautor inglés Paul Da Vinci. Fue publicada el 7 de junio de 1974 por el sello discográfico Penny Farthing como un sencillo sin álbum.

## Antecedentes
El primer y mayor éxito de the Rubettes fue «Sugar Baby Love» (1974), que fue número uno en varios países, vendiendo alrededor de 500.000 copias en el Reino Unido, y ocho millones de copias en todo el mundo. Fue grabada en octubre de 1973 en Lansdowne Studios en Holland Park, Londres, por un grupo de músicos de sesión que presentaban el falsete y la voz distintiva de Paul Da Vinci. Sin embargo, Da Vinci no se unió a los demás para convertirse en miembro de la banda formada por John Richardson, y en su lugar se dedicó al trabajo en solitario, habiendo firmado un contrato con Penny Farthing Records. Entre sus canciones posteriores a «Sugar Baby Love» se encontraba «Your Baby Ain't Your Baby Anymore», tema escrito por Da Vinci y Edward Seago.

## Recepción de la crítica
Un escritor no especificado de la revista Cash Box declaró: “La voz principal del éxito actual de Rubettes, "Sugar Baby Love", debuta aquí con su lanzamiento en solitario que debería comenzar a tener acción en breve. Este [tema] roquero contagioso, que ya es una estrella en ascenso en las listas británicas, cautivará a muchos oyentes con este artista. Paul es conocido por tocar los agudos y este disco está lleno de ellos”.

## Lista de canciones
Todas las canciones escritas y compuestas por Paul Da Vinci y Edward Seago.
1. «Your Baby Ain't Your Baby Anymore» – 3:30
2. «She'll Only Hurt You» – 2:58

## Posicionamiento

### Gráfica semanal
| Gráfica (1974)                       | Pico de posición |
| ------------------------------------ | ---------------- |
| Alemania (Offizielle Top 100)        | 31               |
| Bélgica (Flandes) (Ultratop Singles) | 5                |
| Bélgica (Valonia) (Ultratop Singles) | 16               |
| Países Bajos (Nederlandse Top 40)    | 4                |
| Países Bajos (Single Top 100)        | 4                |
| Reino Unido (UK Albums Chart)        | 20               |

### Gráfica de fin de año
| Gráfica (1974)                       | Pico de posición |
| ------------------------------------ | ---------------- |
| Bélgica (Flandes) (Ultratop Singles) | 47               |
| Países Bajos (Nederlandse Top 40)    | 31               |
| Países Bajos (Single Top 100)        | 35               |